# Insurrection de Bhalubang
 (mai 2023).
Guerre civile népalaise
L’insurrection de Bhalubang a eu lieu à Bhalubang (en), au Népal, le 13 octobre 2003, et a opposé le gouvernement du royaume du Népal au parti communiste du Népal (maoïste), nom de l'actuel parti communiste du Népal (Centre maoïste). Cette insurrection a abouti à la victoire du gouvernement et environ 40 hommes sont morts des deux côtés,.